# 茱莉娅·佩雷斯
茱莉娅·佩雷斯（1980年7月15日—2017年6月10日），原名尤莉·拉切玛瓦蒂，是印尼的穆斯林女歌手、当杜特歌手，亦是名商人。她极为反抗保守的穆斯林圣职人员，后者认为她过于性感、“像色情女星”。她于2017年6月10日在雅加达去世。